# Ace o Nerae!
Ace o Nerae! (エースをねらえ!, Ēsu o Nerae!) é uma série de mangá escrita e ilustrada por Sumika Yamamoto. A série conta a história de Hiromi Oka, uma garota colegial que tem o sonho de se tornar uma tenista profissional.
O mangá começou a ser publicado na revista Margaret em janeiro de 1973 e terminou em fevereiro de 1980. Foi adaptada para duas séries de anime, um filme de anime, dois OVAs e um drama.

## Enredo
A história é sobre Hiromi Oka, uma garota colegial, que se esforça para se tornar ser uma boa jogadora de tênis. Ela começa a praticar o esporte na escolha Nishiko, pois fica fascinada Reika Ryūzaki, que é tida como a melhor jogadora da equipe do colégio e tem o apelido de "Madama Butterfly" (お蝶夫人, Ochōfujin), por conta de sua graciosidade na quadra de tênis. 

## Mídias

### Mangá
A série de mangá Ace o Nerae! foi escrita e ilustrada por Sumika Yamamoto e começou a ser publicada na revista Margaret em janeiro de 1973 e foi interrompida em 1975, continuando em 1978 e terminando em fevereiro de 1980. Paralelamente a isso, todos capítulos foram complilados e publicados pela Shueisha entre setembro de 1973 e junho de 1980. O mangá foi republicado pela Shueisha entre 18 de junho e 18 de outubro de 2002.

### Anime
A versão animada foi produzida pela Tokyo Movie Shinsha e exibida pela MBS e TV Asahi entre 5 de outubro de 1973 e 29 de março de 1974. Posteriormente, todo os episódios foram compilados pela Bandai Visual e lançados em duas coletâneas em 25 de maio e de 25 de agosto de 2001. Foi relançada pela mesma empresa entre 28 de janeiro e 24 de fevereiro de 2005. Em 22 de janeiro de 2012, a Avex lançou uma coletânea de DVDs com a série completa.
Uma segunda série de anime foi produzida novamente pela Tokyo Movie Shinsha. Intitulada Shin Ace o Nerae! (新・エースをねらえ!) foi exibida entre 10 de abril de 1978 e 31 de março de 1979 pela NTV. Duas coletâneas de DVDs com todos os episódios foram lançadas pela Bandai Visual em 25 de março e 25 de junho de 2002, enquanto a Nippon Columbia lançou em volume único, em 21 de janeiro de 2009.
Em Portugal foi transmitida na RTP em 1995 sob o nome Jenny, com dobragem portuguesa baseada na dobragem italiana.

#### Episódios
1. A Cinderela da Realeza é Tenista (テニス王国のシンデレラ, Tenisu Ōkoku no Shinderera)
2. A Jogadora É Você! (選手はおまえだ!, Senshu wa Omaeda!)
3. Lagrimas nas Preliminares Distritais (涙の地区予選, Namida no Chikuyosen)
4. Duelo no Campo de Tênis (テニスコートの対決, Tenisu Koto no Taiketsu)
5. Revolta Contra o Treinador Demoníaco! (鬼コーチにぶつかれ!, Oni Kochi ni Butsukare!)
6. Ah! O Dia da Semifinal (ああ!準決勝の日, Ā! Junkesshō no Hi)
7. O Saque Bala de Orquídea (弾丸サーブのお蘭!, Dangan Sābu no Oran!)
8. O Desafio da Rosa Vermelha (赤いバラの挑戦, Akai Bara no Chōsen)
9. O Match Point Brilhante! (白熱のマッチポイント!, Hakunetsu no Matchi Pointo!)
10. A Entrega Cheia de Lágrimas de Demissão do Clube (涙の退部とどけ, Namida no Shisa Bu Todoke)
11. O Temível movimento de giro (恐怖のスピンドライブ!, Kyōfu no Supin Doraibu!)
12. Batalha! Borboleta vs. Orquídea (決戦!お蝶対お蘭, Kessen! Ochō tai Oran)
13. Gostei! Gostei! Gostei! Tōdō-san (すき!すき!すき!藤堂さん, Suki! Suki! Suki! Tōdō-san)
14. Arda! Treinamento Intensivo no Vento Frio de Inverno (燃えろ!木枯しの特訓, Moero! Kogarashi no tokkun)
15. O Nascimento do Segredo da Dupla (ダブルスコンビ誕生の秘密, Daburusukonbi Tanjō no Himitsu)
16. O terror do saque tornado! (恐怖の竜巻サーブ!, Kyōfu no Tatsumaki Sābu!)
17. Gemido! O saque da torção mágica (うなる!魔のツイストサーブ, Unaru! Ma no Tsuisuto Sābu)
18. Derrote o Espião Negro! (黒いスパイを叩け!, Kurou Supai o Tatake!)
19. A Grande Virada Cheia de Sangue (血ぞめの大逆転, Chizome no Dai Gyakuten)
20. O Rali Ardente pela Manhã (朝やけのラリー, Asa Yake no Rarī)
21. Cuidado! Duas Finais (あやうし!ダブルス決勝, Ayaushi! Daburusu Kesshō)
22. O Jogo da Graduação, Chorar É Inútil! (卒業試合に涙は無用!, Sotsugyō Shiai ni Namida wa Muyō!)
23. Concentre-se! Nesta Única Bola (打ちこめ!この一球を, Uchikome! Kono Ichikyū o)
24. Dançando em Campo, a Carta de Amor (コートに舞うラブレター, Kōto ni Mau Rabu Retā)
25. Não Perca para o Tênis dos Homens! (男子テニスに負けるな!, Otoko Tenisu ni Makeruna!)
26. Hiromi vs. Borboleta! O Desafio Final (ひろみ対お蝶!最後の対決, Hiromi tai Ochō! Saigo no Taiketsu)

### Filme
Um filme baseado na série foi dirigido, assim como o anime, por Osamu Desaki, produzida pela Tokyo Movie e distribuído pela Toho, sendo lançado originalmente em 8 de setembro de 1979. O filme foi lançado pela Bandai Visual em DVD duas vezes: em 25 de novembro de 2001 e 27 de março de 2005. Em abril de 2008, a mesma empresa anunciou que relançaria o filme em blu-ray e em 26 de setembro de 2008, foi o que a Banda Visual fez.

### OVAs
O primeiro OVA, Ace o Nerae! 2, foi lançado originalmente em 25 de março de 1988 e mais tarde relançado pela Bandai Visual em 23 de maio de 2003. Subintitulado Final Stage (ファイナルステージ, Fainaru Sutēji), o segundo OVA, foi lançado pela mesma empresa em 25 de novembro de 1989 e relançado em 26 de setembro de 2003.

### Drama
Em novembro de 2003, houve um anúncio de um drama, que começou a ser exibido em 15 de janeiro de 2004 pela TV Asahi e terminou em 11 de março do mesmo ano, com 9 episódios. A série contou com Aya Ueto, Hisashi Yoshizawa e Rio Matsumoto nos papéis principais de Hiromi Oka, Takayuki Tōdō e Reika Ryūzaki, respectivamente. Em 23 de julho de 2004, a Geneon Universal lançou a série em DVD, em dois formatos distintos: cinco DVDs individuais e uma coletânea com todos dos episódios da série. Um episódio especial mais longo que os demais foi lançado diretamente em vídeo em 22 de dezembro de 2004.

### CDs
Tanto o tema de abertura, "Ace o Nerae!", quanto o tema de encerramento, "Shiroi Tennis Court" (白いテニスコート), da série de anime original são cantados por Kumiko Ōsugi. Ambos os temas musicais do segundo anime são cantado por VIP: "Seishun ni Kakero!" (青春にかけろ) e "Ashita ni Mukatte" (明日に向かって). O filme usou a música "Mabushī Kisetsu ni" (まぶしい季節に) de Shōnen Tanteidan. Hiroko Moriguchi é cantora de tanto a música utilizada em Ace o Nerae! 2, "Endless Dream" (エンドレス・ドリーム), quanto do tema de Final Stage, "Never Say Goodbye". No drama, o tema de abertura homônimo é cantado por Hiromi e o tema de encerramento é "Ai no Tame ni" de Aya Ueto e a trilha sonora dele foi lançada pela Nippon Columbia em 22 de setembro de 2004.
Um CD contendo as músicas de abertura e de encerramento do anime desde a primeira série até Ace o Nerae! 2, foi lançado pela King Records em 9 de janeiro de 1993. Em 6 de março de 1996, a EMI Music Japan lançou a trilha sonora da primeira série.

### Outras mídias
Um jogo eletrônico foi desenvolvido pela Nippon Telenet e lançado em 22 de dezembro de 1993 para Super Famicom.[carece de fontes?] A Tristar lançou dois jogos para Windows e Macintosh: em 30 de novembro de 2002 e em 12 de março de 2004. Duas máquinas de pachinko baseadas na série foram criadas: uma em 2009 pela Gold Olympia e a outra em 2011 Ace Denken. No Japão, também foram lançados sais de banho, temperos para comida,

## Recepção e influências
O mangá original vendeu cerca de 15 milhões de cópias no Japão. Em 2005, o canal japonês de televisão TV Asahi conduziu uma pesquisa online e fez um levantamento a nível nacional sobre quais eram os 100 melhores animes de todos os tempos; Ace o Nerae! ficou em 40º lugar na primeira e em 34º na segunda pesquisa. A revista Animage elegeu o anime a 22ª melhor produção relacionada ao gênero, em 2001. Muitos dos elementos da série foram incorporados no OVA Gunbuster.